# Stefan Kopa
Stefan Kopa (ur. 2 października 1945 w Malinnikach, zm. 11 kwietnia 2023) – polski folklorysta, muzyk, śpiewak ludowy i animator kultury, pochodzenia białoruskiego. 
Absolwent II Liceum Ogólnokształcącego z BJN w Bielsku Podlaskim i Wyższej Szkoły Pedagogicznej w Kielcach (obecnie Uniwersytet Jana Kochanowskiego). Muzyk, folklorysta, animator kultury, nauczyciel, popularyzator kultury muzycznej wśród podlaskich Białorusinów. Autor muzycznej monografii gminy Orla. 
Został pochowany na cmentarzu prawosławnym przy ul. Władysława Wysockiego w Białymstoku.